# John Grandison

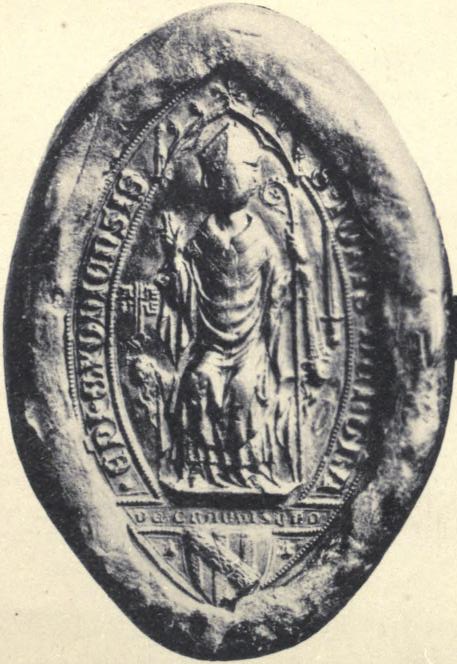
Siegel von Bischof John Grandison

John Grandison (auch Grandisson) (* 1292 in Ashperton, Herefordshire; † 16. Juli 1369 in Chudleigh) war ein englischer Geistlicher. Ab 1327 war er 42 Jahre lang bis zu seinem Tod Bischof von Exeter.

## Herkunft und Aufstieg zum Bischof

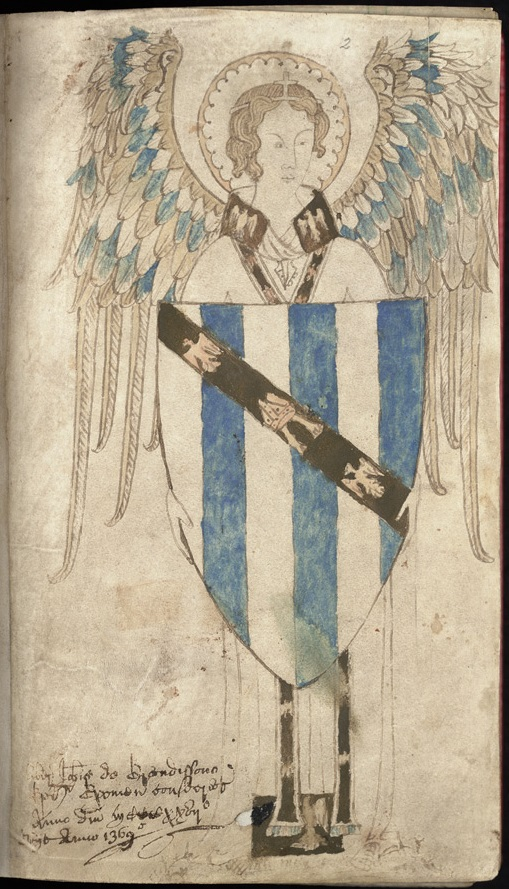
Darstellung des Wappens von Grandison in seinem Psalter

John Grandison entstammte einer reichen und kultivierten Familie, die im 13. Jahrhundert von Savoyen nach England übergesiedelt und durch die Gunst von König Eduard I. dort in den Hochadel aufgestiegen war. Er war der zweite Sohn von Sir William Grandison († 1335) und dessen Frau Sybil († 1334), einer jüngeren Tochter und Teilerbin von Sir John de Tregoz. Schon früh wurde für Grandison als jüngerer Sohn eine geistliche Karriere vorgesehen, so dass er ab 1306 an der Universität Oxford studierte. Auch zwei seiner jüngeren Brüder wurden Geistliche. Ohne dass er zum Priester geweiht wurde, erhielt John Grandison bereits als Jugendlicher Pfründen an den Kathedralen von Wells und York. 1310 wurde er Archidiakon von Nottingham. Von 1313 bis 1317 studierte er an der Universität von Paris bei Jacques Fournier, dem späteren Papst Benedikt XII. Theologie. Dabei umfasste sein Studium Liturgie, aber auch das Leben von Heiligen. Anschließend trat John in Avignon in den Dienst der Kurie. Als Schützling, Kaplan und Freund von Papst Johannes XXII. diente er 1325 bei Friedensverhandlungen zwischen England und Frankreich als päpstlicher Gesandter. Seine aristokratische Herkunft und seine persönliche Freundschaft mit dem Papst verschaffte ihm wohl ein Selbstbewusstsein, dass ihn später in seiner langen Amtszeit als Bischof auszeichnete. 1326 kehrte Grandison noch einmal an die Universität Oxford zurück, ehe der Papst ihn am 10. August 1327 zum Bischof der Diözese Exeter ernannte. Am 18. Oktober wurde er in Avigon zusammen mit Thomas Charlton, dem neuen Bischof von Hereford, von Pierre des Prés, Kardinalbischof von Palestrina, zum Bischof geweiht. Am 22. August 1328 wurde Grandison in Exeter inthronisiert. Mit seinem Amtsantritt legte er seine bisherigen geistlichen Ämter nieder.

## Tätigkeit als Bischof
Grandisons Vorgänger als Bischof war nach nur wenigen Monaten Amtszeit gestorben, und sein Vor-vorgänger Walter Stapeldon war 1326 während der Revolten beim Sturz von König Eduard II. ermordet worden. Als Grandison in seine Diözese kam, fand er deren Verwaltung in beträchtlicher Unordnung vor. Er selbst beurteilte das große Gebiet seiner Diözese als abgelegen und nicht einladend. Sein Amtsantritt wurde erschwert durch hohe Schulden gegenüber der Kurie, während er selbst auch durch seinen aufwändigen Lebensstil verarmt war. Die Mitglieder des Kathedralkapitels empfingen ihn als nicht von ihnen gewählten, sondern vom Papst ernannten Bischof feindlich. Auch das Verhältnis zum lokalen Magnaten Hugh de Courtenay war schwierig. Als Vertrauter des Papstes erlangte er in England aber keine größere politische Bedeutung, auch wenn er als Bischof zu den Parlamenten geladen wurde. Er konnte sich deshalb in seiner langen Amtszeit vor allem um den Bau der Kathedrale seiner Diözese und um deren Verwaltung kümmern. Seine bevorzugte Residenz wurde das bischöfliche Gut von Chudleigh. Obwohl Grandison als jüngerer Sohn von seinem Vater kein reiches Erbe erhielt, führte er einen aufwändigen Lebensstil. Erst nach dem kinderlosen Tod seines älteren Bruders Peter im Jahr 1358 erbte er die Familienbesitzungen. Stolz ließ er das Familienwappen an Gebäuden, auf seinem Schmuck, an seinen Gewändern oder auf seinen Büchern anbringen. Sein Testament zeugt, dass er Schmuck und andere Gegenstände aus Rom oder Paris kaufte. Er verließ aber nur selten das Gebiet seiner Diözese, um etwa für eine oder höchstens zwei Wochen an den Parlamenten oder an Ratsversammlungen teilzunehmen. Nach seinen eigenen Angaben ritt er ungern, so dass er die Pfarreien seiner weitläufigen Diözese kaum besuchte und deshalb kaum kannte. Sein Urkundenregister belegt aber, dass er sich mit Fleiß und Ernsthaftigkeit bemühte, die geistliche Disziplin in seiner Diözese zu bewahren. Es gelang ihm, für seinen bischöflichen Haushalt fähige Beamte, Anwälte und Geistliche zu gewinnen. Durch seine Beamte kontrollierte er fest die Verwaltung seiner Diözese, selbst als es nach dem Schwarzen Tod (1348/49) und den nachfolgenden Ausbrüchen der Pest zu einem Mangel an Priestern und zu großer Armut kam. Er ließ Vergehen von Geistlichen bestrafen und versuchte Missstände zu beheben, dabei versuchte er auch zu verhindern, dass die Päpste Pfründen in seiner Diözese an Günstlinge vergaben. Vor 1337 stellte er eine Ordnung für die Kathedrale und das Kathedralkapitel auf, die genau nach den damaligen Regeln die Abhaltung der Liturgie, der Gottesdienste und der geistlichen Musik festlegte. Er kümmerte sich auch um die Ausbildung der Geistlichen und erließ neue Regeln für das Kollegiatstift in Crediton. Den Schulleitern der Grammar School am St John's Hospital in Exeter erteilte er sehr genaue schriftliche Anweisungen, dabei ließ er die Schule erweitern. Um die Religiosität der Bevölkerung zu heben, drängte er darauf, die Lebensberichte von kornischen Heiligen aufzuschreiben. Dazu förderte er das Interesse an Sidwell, der lokalen Heiligen von Exeter. Er versuchte jedoch zweifelhafte Auswüchse der Verehrung und Aberglauben zu bekämpfen. Seine Urkunden zeigen aber auch, dass er offenbar ein heftiges Temperament hatte und cholerisch und gewalttätig werden konnte. Besonders zeigt sich dies, als er sich mit Billigung des Papstes 1332 mit Gewalt einer Visitation durch Erzbischof Simon Mepeham widersetzte. Als der Schwarze Prinz von ihm im Jahr 1346 Unterstützung für den Krieg gegen Frankreich forderte, antwortete ihm Grandison in einem Brief, dass er sich aus Pferden, Gefolgsleuten und Jagdfalken wenig mache, sondern dass er sich mit Geistlichen, Büchern und Schreibern umgeben würde.
Grandison legte sich eine große und wertvolle Büchersammlung an, er schenkte aber auch der Kathedralbibliothek mehrere Gebetbücher. Ab 1342 arbeitete er an einer Biografie von Thomas Becket, für die er sich auf zahlreiche weitere Bücher und Schriften stützte. 1357 bat er den Prior der Kathedrale von Canterbury, sein Werk auf Fehler zu überprüfen. Sein Hauptwerk war eine zweibändige Sammlung von Heiligenlegenden, die er 1366 der Kathedrale von Exeter schenkte und die sich in der Kathedralbibliothek befindet. Daneben verfasste er eine Schrift über die Gottesmutter Maria.

## Weiterbau der Kathedrale von Exeter und Gründung des Stifts von Ottery St Mary
Bei Grandisons Amtsantritt war von der Kathedrale von Exeter der Ostteil und das erste Langhausjoch  und damit etwa die Hälfte vollendet. Der Chorraum war prächtig mit dem Bischofsthron, einem silbernen Altarretabel und einem Lettner eingerichtet. Im Dezember 1328 konnte Grandison den Hochaltar weihen. Dann ließ er den Weiterbau vorantreiben und hoffte, dass der fertige Bau den Vergleich mit anderen Kathedralen in England oder Frankreich nicht scheuen musste. Er bemühte sich, von seiner Diözese Geld für den Weiterbau des Langhauses zu erhalten, wobei sein Vorgänger noch Baumaterial vorbereitet und Geld hinterlassen hatte. Der berühmte Baumeister Thomas Witney, der seit etwa 1313 den Bau leitete, war ein geachtetes Mitglied seines bischöflichen Haushalts. Als beratender Baumeister begleitete er den Bau des Langhauses einschließlich des Gewölbes und des Daches. Noch vor seinem Tod um 1342 entwarf er die Westfassade, die dann vermutlich von seinem jüngeren Kollegen William Joy vor 1348 vollendet wurde. Grandison kümmerte sich selbst um eine eigene Kapelle innerhalb der Kathedrale und um die Schlusssteine des Gewölbes, die unter anderem die Ermordung von Becket zeigen. Auf seine Initiative geht vielleicht der Bau der Minstrels' gallery zurück, die im ursprünglichen Entwurf von Witney nicht enthalten war.

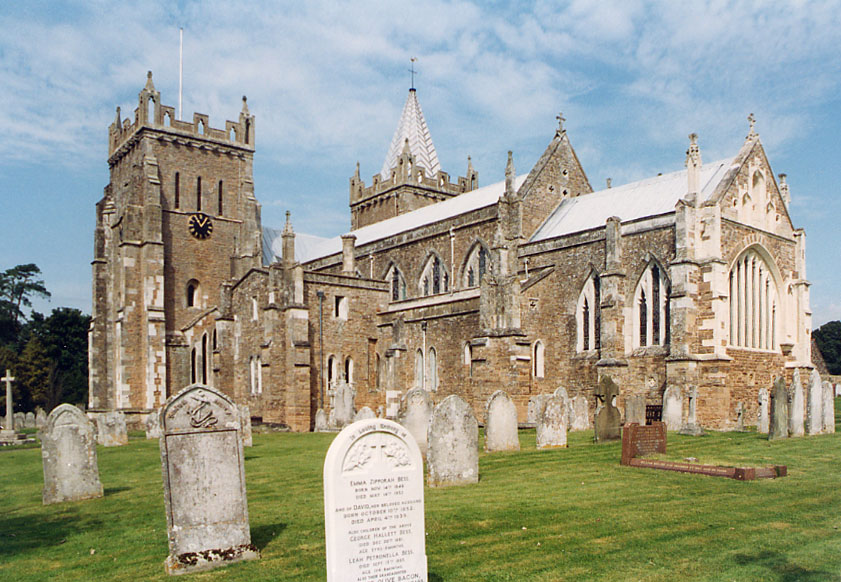
Die Kirche des von John Grandison gegründeten ehemaligen Kollegiatstifts Ottery St Mary

Das großzügigste Projekt von Grandison war die 1337 erfolgte Gründung der Kollegiatkirche von Ottery St Mary. Er kümmerte sich um zahlreiche Einzelheiten und besonders um die Organisation des Stifts, an dessen Gründung auch weitere Mitglieder seiner Familie beteiligt waren. Sein Bruder Otho († 1359) förderte den Bau der Kirche, weshalb an den Mauern und in der Ausstattung mehrfach das Familienwappen angebracht wurde. Der Bau der Kirche war offenbar eng mit dem Bau der Kathedrale von Exeter verbunden. Von außen ähneln die Doppeltürme denen der Kathedrale, während innen William Joys Gewölbe als Vorbild diente. Auch die Schlusssteine ähneln vom Stil her denen vom Langhaus der Kathedrale.

## Tod und Erbe
Bereits 1338 hatte Grandison für sich, für seine Eltern und für Papst Johannes XXII. einen Nachruf vorbereitet. In seinem am 8. September 1368 aufgesetzten Testament machte er sorgfältige Vorbereitungen für sein Begräbnis. Er bedachte eine Vielzahl von reichen wie auch armen Menschen mit Schenkungen. Die Kathedrale von Exter und seine Stiftung Ottery St Mary bedachte er mit Büchern, Schmuck, liturgischen Gewändern und anderen wertvollen Gegenständen. Seine Bibliothek wurde deshalb nach seinem Tod auf die Kathedralbibliothek, auf Ottery St Mary und auf mehrere andere Klöster aufgeteilt. Grandison starb auf seinem Gut Chudsleigh und wurde in der von ihm gestifteten Kapelle am westlichen Ende der Kathedrale beigesetzt. Auf der Bleiplatte über seinem Grab bezeichnete er sich selbst als erbärmlichen Bischof und erbärmlichsten Diener der Mutter der Barmherzigkeit. Sein Grab wurde Ende des 16. Jahrhunderts aufgebrochen und entweiht, so dass von seinen Grabbeigaben nur ein kleiner gold-emaillierter Ring erhalten ist.

## Werke
- Legenda sanctorum . The proper lessons for saints' days according to the use of Exeter. Elliot Stock, London 1880.